# Ultrabuchse
Eine Ultrabuchse ist ein schwingungsdämpfendes Gummi-Metall-Lager.
Ultrabuchsen bestehen aus einer inneren und äußeren Metallhülse, die durch eine einvulkanisierte Elastomerschicht verbunden sind. Dadurch können Ultrabuchsen sowohl Verdrehungen als auch axiale, radiale und kardanische Bewegungen ausgleichen. Es dient der Schwingungsisolierung und dem Führen von Bewegungen. Die Ultrabuchse wirkt als torsionselastische Kupplung, wartungsfreies Gelenk oder kann der Aufhängung von Anlagen dienen. Im Fahrzeugbau wird sie auch als Achsführungselement und zur Aggregatelagerung eingesetzt.
Sonderformen der Ultrabuchse sind die Fensterbuchse und das Achslenkerlager.